# سندرم لفگرن
سندرم لفگرن (به انگلیسی: Löfgren syndrome) نوعی سارکوئیدوز حاد است که در زنان اسکاندیناویایی، ایرلندی، آفریقایی و پورتوریکویی شایع است. این سندرم در سال ۱۹۵۳ میلادی توسط پزشک سوئدی، سِوِن هالوارد لفگرن، کشف شد. بعضی باور دارند این سندرم موشکافانه تعریف نشده‌است.

## نشانه‌ها
نشانه این بیماری بزرگ‌شدن گره‌های لنفاوی در نزدیکی حاشیه درونی شش است که به آن لنفادنوپاتی نافی می‌گویند. گره‌های قرمز و دردناک که به آن‌ها اریتم گرهی می‌گویند نیز روی ساق پا دیده می‌شوند؛ عمدتاً در زنان. همچنین ممکن است با التهاب مفصل (بیشتر در مردان) و تب همراه باشد. التهاب مفصل معمولاً در اندام‌های پایین‌تر رخ می‌دهد و وخیم می‌شود. 
سندرم لفگرن از مجموعه سه‌گانه اریتم گرهی، لنفادنوپاتی نافی و آرترالژی تشکیل شده‌است.

## ژنتیک
پژوهش‌های جدید نشان‌داده‌اند که این سندرم با ژن HLA-DQB1*03 در ارتباط است.

## تشخیص
مثلث سه‌گانه اریتم گرهی، لنفادنوپاتی نافی و آرترالژی (حدود ۹۵٪ موارد) نشانه ویژه این سندرم است. هنگامی که این مثلث سه‌گانه حضور داشته‌باشد، آزمایش بیشتر و تصویربرداری غیرضروری است.

## درمان
معمولاً برای این سندرم از داروهای ضدالتهاب غیراستروئیدی استفاده می‌شود. از کلشیسین یا دوز پایین پردنیزون نیز ممکن است استفاده شود.

## پیش‌بینی
بیش از ۹۰٪ مبتلایان حدوداً در طول ۲ سال، از این بیماری رهایی می یابند. در مقابل، بیمارانی که مبتلا به عارضه پوستی لوپوس پرنیو یا بیماری قلبی یا نورولوژیک هستند، به ندرت بهبود می‌یابند.